# Centro Internazionale Radio Medico

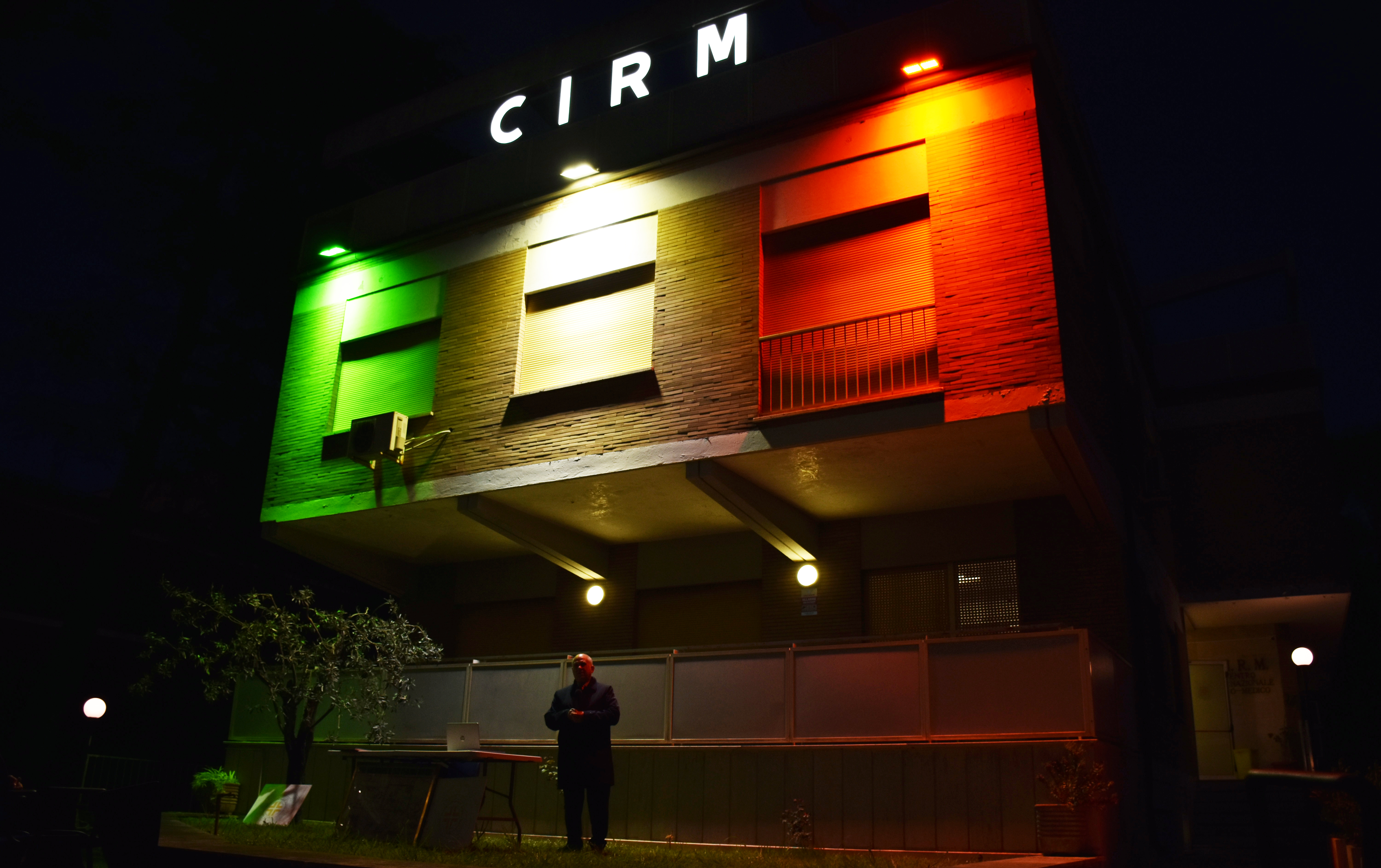
Il Prof. Francesco Amenta durante le celebrazioni dell'ottantaseiesimo anniversario della nascita della fondazione CIRM.

Il Centro Internazionale Radio Medico (CIRM) è una fondazione istituita a Roma il 30 maggio 1934 per iniziativa di un gruppo di medici, guidati dal dottor Guido Guida, con lo scopo di dare assistenza sanitaria via radio agli uomini in mare. Il primo presidente del CIRM fu Guglielmo Marconi. L'ente è posto sotto la vigilanza del Ministero delle infrastrutture e dei trasporti.